# تلمبه عشایری حسن کریمی
تلمبه عشایری حسن کریمی یک منطقهٔ مسکونی در ایران است که در دهستان حسین‌آباد (جیرفت) واقع شده‌است. تلمبه عشایری حسن کریمی ۱۸۹ نفر جمعیت دارد.